# Pietro Sforzin
Pietro Sforzin (Ceggia, Provincia de Venecia, Italia, 12 de junio de 1919 - Padua, Provincia de Padua, Italia, 18 de febrero de 1986) fue un futbolista italiano. Se desempeñaba en la posición de defensa.

## Clubes
| Club            | País   | Año         |
| --------------- | ------ | ----------- |
| Libertas Ceggia | Italia | 1938 - 1939 |
| Calcio Padova   | Italia | 1939 - 1942 |
| Juventus F. C.  | Italia | 1942 - 1943 |
| Calcio Padova   | Italia | 1944 - 1951 |
| Hellas Verona   | Italia | 1951 - 1953 |

## Palmarés

### Campeonatos nacionales
| Título  | Club          | País   | Año     |
| ------- | ------------- | ------ | ------- |
| Serie B | Calcio Padova | Italia | 1947-48 |